# Отакэ, Хидэо
Хидэо Отакэ (яп. 大竹 英雄 О:такэ Хидэо, род. 12 мая 1942 года) — японский игрок в го, один из известнейших мастеров Японии, неоднократный обладатель высших титулов японского го.

## Детство и юность
Хидэо Отакэ родился 12 мая 1942 года в Явате, префектура Фукуока (Северный Кюсю). Отец — Ивао Отакэ, служащий металлургической фирмы «Явата—железо», мать — Кимиэ Отакэ. Хидэо был восьмым сыном в семье. Начал играть в го в возрасте 8 лет, пойдя в детский кружок го «за компанию» с сыном сослуживца своего отца. Проявил несомненное дарование — всего за год занятий достиг уровня 1 любительского дана, из‑за чего стал широко известен в городе. В 1951 году по протекции местного бизнесмена Тосио Такады был представлен Минору Китани, 9 дан, который, сыграв с мальчиком, пригласил его в свою школу го.
До 1961 года жил в Хирацуке, в домашней школе Китани. Благодаря природному дарованию, учился легко и быстро поднимался в уровне игры. В школе имел должность старосты. Был весьма общительным, верховодил среди младших учеников и был инициатором многих шалостей. Соученики отмечали очень быструю игру Отакэ: играя со сверстниками, он быстро делал ход и в ожидании хода партнёра просматривал комиксы. В 1956 году, в возрасте 13 лет, стал профессионалом — получил 1 профессиональный дан. Карьеру начал неудачно, проиграв первые 5 партий в турнире Оотэаи, но быстро подтянулся, освоился, и уже в 1957 году получил 2‑й дан, в 1958 — 3‑й, в 1959 — 4‑й.

## Спортивная карьера
В 1961 году, в возрасте 19 лет, получил 5‑й дан, покинул школу Минору Китани, к этому времени переехавшую из Хирацуки в Ниситани, и начал жить самостоятельно. Впрочем и тогда, и много позже он постоянно заглядывал в школу, чтобы сыграть с тамошними игроками. Быстрый рост Отакэ не остался незамеченным. В том же 1961 году газета «Асахи симбун» организовала матч Хидэо Отакэ против ещё одного быстро растущего молодого мастера, Рина Кайхо, 6 дан. Из-за разницы в рангах Отакэ все партии играл чёрными, без коми. Отакэ победил со счётом 2:1. Этот матч стал началом многолетнего соперничества Отакэ и Рина, которых теперь постоянно сравнивали друг с другом. В 1962 году достиг полуфинала чемпионата Нихон Киин и 7‑го «Го-чемпионата». Выиграл «Турнир молодых талантов», организованный «Асахи симбун», в финале победив Рина Кайхо. В 1963 году получил 6‑й дан и был голосованием болельщиков поставлен на 9 место среди 10 лучших профессионалов Японии.
В 1965 году получил 7‑й дан, выиграв турнир Оотэаи в старшей группе и победил в 9‑м «Кубке Премьер‑министра», однако потерпел неудачу в попытках войти в лиги Мэйдзин и Хонъимбо, дойдя в обоих случаях только до 3‑го отборочного этапа. В 1967 году получил 8‑й дан, вышел в финал турнира Дзюдан, стал третьим в турнире «10 лучших профи», победил в турнире «За 1‑е место в Нихон Киин», обыграв в матче обладателя титула Сакату Эйо со счётом 2:1. В 1968 году Отакэ удалось выйти в лигу Мэйдзин. В этом же году он победил в 15‑м Кубке NHK (быстрый го), и защитил титул «За 1‑е место в Нихон Киин».
1969—1970 годы стали первым пиком в карьере Отакэ Хидэо. В 1969 году он завоевал первый из своих высших титулов — Дзюдан, выиграв матч у Сакаты Эйо с разгромным счётом 3:0 (первая и третья партия были выиграны с подавляющим преимуществом Отакэ, во второй Саката допустил грубую ошибку и уже ничего не мог сделать). За победу в этом матче получил приз еженедельника «Кидо» «Спортивный подвиг». В матче за титул Одза Отакэ уступил обладателю титула — Фудзисаве Сюко. В 1970‑м, в возрасте 28 лет, получил 9‑й дан, выиграл турнир «За 1‑е место в Японии» и «1‑й турнир мастеров Востока и Запада», получил приз «За выдающееся мастерство».
В 1971—1974 годах наступил некоторый застой. В 1971 году титул Дзюдан был проигран Хасимото Утаро, в 1972 в Кубке NHK Отакэ проиграл в финале Сакате Эйо. Впрочем, в целом даже в эти годы Отакэ продолжал играть вполне успешно: он неизменно защищал титул «За 1‑е место в Японии», трижды выигрывал Кубок NHK, в 1974 победил в 6‑м чемпионате блиц-го. Успехи в блиц-го принесли ему славу «Бога блица» у болельщиков. Все эти годы он выступал в лиге Мэйдзин, начиная с 1972 года ни разу не опустившись ниже 2‑места в турнире лиги.
В 1975 году выиграл титул Одза, Кубок NHK, 7‑й раз отстоял титул «1‑е место в Японии», и завоевал титул Мэйдзин. За одержанные победы получил приз «За выдающееся мастерство» и Приз Сюсая. В 1976 году защитил титул Мэйдзин в матче с Ёсио Исидой.
В 1976 году Отакэ проиграл титул Одза Тё Тикуну (в то время — 7 дан), не смог получить титул Госэй, проиграв Като Масао 8 дан 2:3. В 1977 с сухим счётом 0:4 проиграл титул Мэйдзин Рину Кайхо. Выиграл чемпионат блиц-го.
В 1978 году вернул титул Мэйдзин, выиграл титул Госэй, турнир 9‑го дана в Кисэе. В общей сложности за год выиграл 34 партии, проиграл 16 и имел 13 побед подряд, за что получил призы «За наибольшее число побед» и «За самую длинную серию побед». В 1979 году снова защитил Мэйдзин, но уступил Госэй Тё Тикуну.
В 1980 году Отакэ уступил титул Мэйдзин Тё Тикуну. Впоследствии неоднократно пытался вернуть этот титул, несколько раз становился претендентом, но вернуть титул так и не смог. В том же 1980 году он получил титул Дзюдан, а также вернул Госэй, победив Тё Тикуна.
В 1983 впервые взял титул Какусэй, впоследствии не раз терял его и возвращал снова, к 2000 году став его пятикратным обладателем.
До 1984 года с переменным успехом защищал титулы Госэй и Дзюдан, выиграл «Священный журавль», Кубок GAA. В 1984 году, во время попытки отобрать титул Мэйдзин у Тё Тикуна, вёл в матче 3:0, но проиграл следующие 4 партии. В этом же году пятый раз подряд отстоял титул Госэй, получив право на звание «Почётный Госэй». Удерживал Госэй до 1986 года, когда уступил его всё тому же Тё Тикуну.
В последующие годы Отакэ стал выступать несколько реже. В 1992 году, в возрасте 50 лет, выиграл титул Рюсэй, победил в 5‑м чемпионате мира Фудзитсу и занял 2‑е место в розыгрыше Кубка Инга. В 1993 выиграл титул Дзюдан, в 1994 успешно защитил его. В 1997 выиграл приз JC, в 1999 — кубок JT.

## Характеристика творческой манеры
Безусловный природный талант Отакэ Хидэо, прежде всего, проявляется в творческой, нешаблонной игре, способности находить неожиданные эффективные комбинации. Ямабэ Тосиро, 9 дан, говорил о молодом Отакэ, с которым ему случалось играть: «Создавалось впечатление, что эти мозги генерировали идеи целыми глыбами… Видно было, что этот парень многое обещает.». Стиль Отакэ характеризуется предпочтением острой борьбы игре на удержание территории. Отакэ стремится к созданию тактически насыщенных позиций, для него естественно идти на обострение, чтобы в завязавшейся борьбе обойти соперника и добыть территорию. Обычным делом являются жертвы материала для оживления и усложнения обстановки. Отражением этой манеры является и выбор фусэки — Отакэ всегда выбирал начала, где с первых же ходов завязывается напряжённая борьба.
Другой характерной чертой игры Отакэ является чёткое понимание момента, когда нужно от активного боя переходить к закреплению результатов и окончательному оформлению территории. Прекрасно зная на собственном опыте возможности, которые могут открыться в сложной схватке, Отакэ легко отказывается даже от самых красивых и многообещающих вариантов, если в уже имеющейся позиции достаточное для победы количество территории можно получить простым, без излишних обострений доигрыванием.
Для Отакэ характерна очень быстрая игра, причём не только в партиях с укороченным контролем времени, но и в обычных турнирах. Его расход времени заметно меньше, чем у соперников, в разборах партий нередко можно встретить комментарий Отакэ к ошибке соперника: «Это неудивительно, он играл на бёёми и не имел времени хорошо подумать». После неоднократных побед в турнирах по блиц-го за ним закрепилась слава «Бога блица», хотя сам Отакэ возражал против такого наименования, говоря: «Людям свойственно упрощать. Мол, если я вообще играю быстро, значит, меня особенно влечёт блиц-го. Но за 30 секунд нельзя создать что-то путное». Тем не менее, Отакэ даже написал книгу по быстрой игре в го.
Ещё одна особенность Отакэ, которую отметил Сато Син, заключается во влиянии состояния на качество игры. Потеряв нужное настроение, Отакэ проигрывал ещё не безнадёжные партии. Сам Отакэ нередко объяснял свои ошибки и просчёты очень просто: «Настроения нет». Сато из-за этой черты назвал Отакэ «самым неяпонским из всех японских игроков».

## Спортивные результаты
На 2000 год Отакэ Хидэо 44 раза выигрывал титулы го, из них:
- Мэйдзин — 4
- Дзюдан — 5
- Госэй — 7
- Одза — 1
- Чемпионат мира Фудзитсу — 1

По количеству выигранных титулов он находится на 3 месте среди японских профессионалов.
Кроме того, им выиграно 18 титулов по быстрому го, в том числе:
- Кубок NHK — 5
- Какусэй — 5
- Кубок NEC — 3

Получал приз журнала «Кидо» «Самый выдающийся игрок» 3 раза, Приз Сюсая — один раз.
Отакэ Хидэо — один из восьми японских профессионалов, имеющих на своем счету 1000 официальных побед в профессиональных соревнованиях. Кроме него такого количества достигли Саката Эйо, Рин Кайхо, Кобаяси Коити, Като Масао, Тё Тикун, Ханэ Ясумаса, Такэмия Масаки.

## Книги
Отакэ Хидэо написал целый ряд книг по различным аспектам игры го. На русский язык переведены:
- Техника фусэки. «Классические лекции профи». /Пер. с яп. Наумов В. СПб., 225 с.
- 10 заповедей го. /Пер. с англ. Шикшин В. Д. Казань. 2000 г., 26 с.
- Отакэ Хидэо /Пер. с яп. Макеев Ю. — Киев, 2004 г., 236 с.
- Теория Фусэки — это просто. /Пер. с англ. Богацкий А. М. — Киев, 2005 г., 174 с.